# Antimora rostrata
Antimora rostrata är en fiskart som först beskrevs av Günther, 1878.  Antimora rostrata ingår i släktet Antimora och familjen Moridae. Inga underarter finns listade i Catalogue of Life.

## Bildgalleri

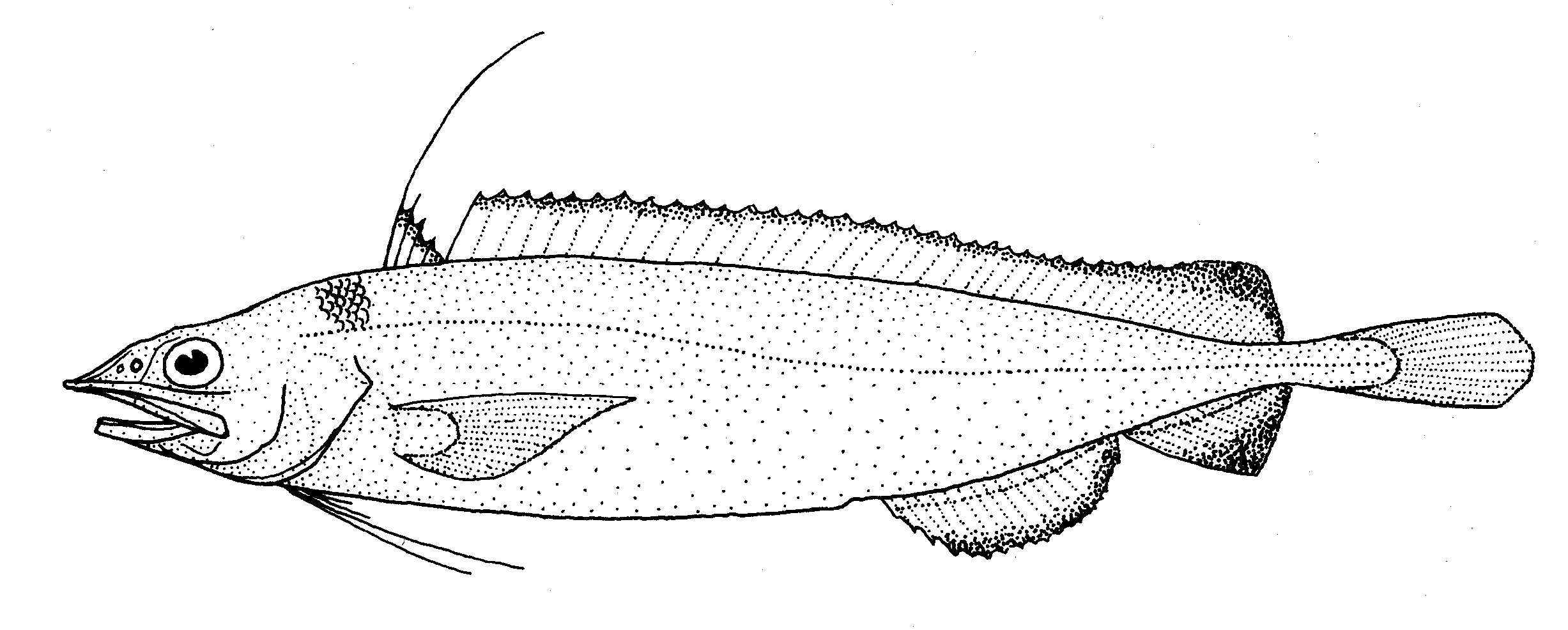
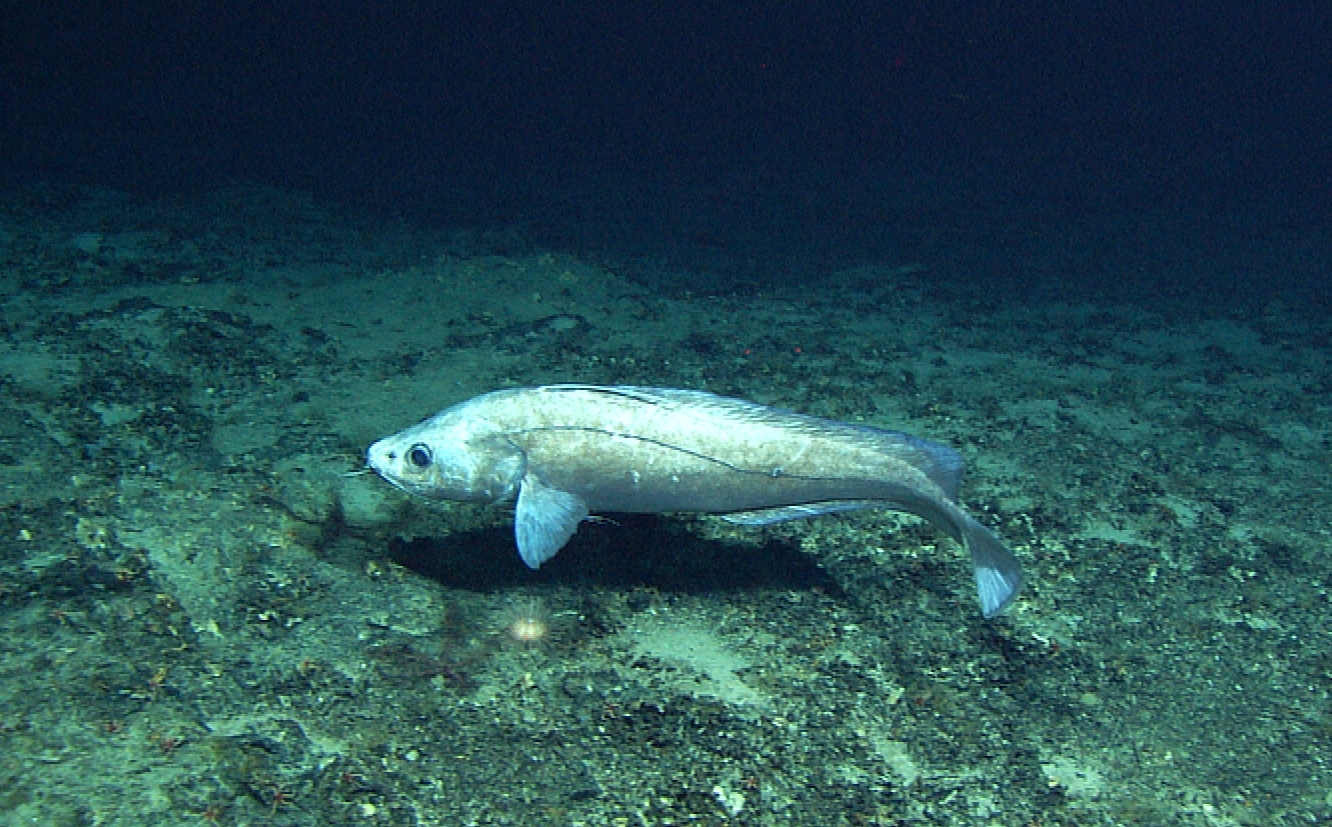
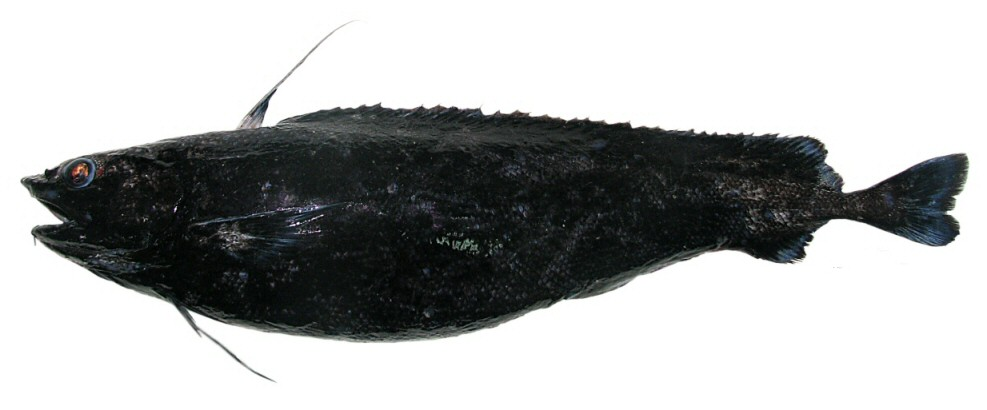
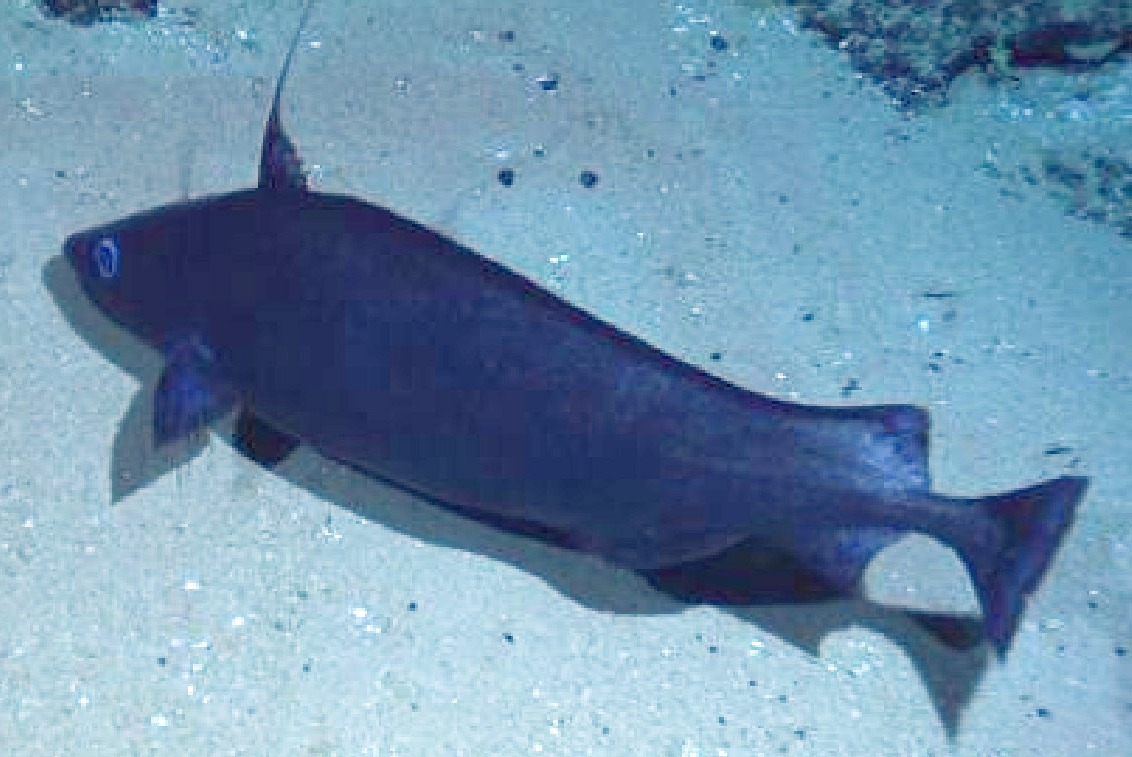